# Microsoft Word Viewer
Microsoft Word Viewer era un programma freeware per Microsoft Windows che consentiva agli utenti che non disponevano di Microsoft Word di visualizzare e stampare documenti creati in Microsoft Office. Microsoft Word Viewer non era disponibile per l'acquisto, ma poteva essere scaricato gratuitamente dal sito della Microsoft.
Al fine di modificare i documenti visualizzati, era necessario copiare il testo negli appunti e incollarlo in un editor alternativo.
Secondo i termini dell'accordo di licenza di Microsoft Word Viewer 2003, il software può essere installato e usato per visualizzare e stampare documenti creati con il software Microsoft Office Word. Il software non può essere utilizzato per altri scopi.

## Formati di file supportati
I formati supportati in Microsoft Word Viewer sono:
- doc
- docx
- docm
- dot
- rtf
- wri
- txt
- htm
- HTML
- mht
- mhtml
- XML
- WPD
- WPS

Per la visualizzazione di documenti di testo  Office Open XML (docx, docm), deve essere installato il "Microsoft Office Compatibility Pack per Word, Excel e PowerPoint 2007 File Formats" .

## Storia

### Versione 97-2000
Word Viewer 97-2000 è stato distribuito il 17 marzo 1999 ed è stato in grado di aprire documenti creati con le versioni di Word per Windows 97 e 2000 e dalla versione 4.x e versioni successive di Microsoft Word per Macintosh. È stato disponibile in versioni per Windows a 16-bit e 32-bit e ottimizzato per visualizzare i documenti di Word in Internet Explorer 3.x e successivi.

### Versione 2003
Word Viewer 2003 è stato distribuito il 15 dicembre 2004 che sostituisce Word Viewer 97-2000. Ha aggiunto aggiunta al supporto per le versioni precedenti quello per Word XP e Word 2003.

### Versione 2007
Word Viewer è stato distribuito il 26 settembre 2007 che sostituisce Word Viewer 2003. Ha aggiunto il supporto per Microsoft Office Word 2007. Un prodotto associato, Microsoft Office Compatibility Pack, aggiunge il supporto per i formati di file disponibili in Office 2007.

### Versione Mac OS X
Per Apple macOS, non è mai esistita nessuna versione di Microsoft Word Viewer, ma si può aprire file Word (. doc,. rtf) con TextEdit.